# Hirotaka Kon
Hirotaka Kon (Niigata, 9 marzo 1988) è un pallavolista giapponese.
Gioca nel ruolo di centrale nei WolfDogs Nagoya.

## Carriera
La carriera di Hirotaka Kon inizia a livello scolastico prima con la Murakami High School e poi con la Tokai University. Nella stagione 2009-10 debutta nella V.Premier League giapponese, iniziando la carriera professionistica coi Toyoda Trefuerza. Nella stagione 2012-13 le sue prestazioni gli valgono il premio di miglior attaccante del campionato e l'inserimento nel sestetto ideale della stagione.

## Palmarès

### Premi individuali
- 2013 - V.Premier League: Miglior attaccante
- 2013 - V.Premier League: Sestetto ideale
- 2020 - V.League Division 1: Premio d'onore[1]